# Vattkast
Vattkast med Dragsholm, Sindesholm, Lilla Vattkast och Ramsholm är en ö i Finland. Den ligger i Skärgårdshavet och i kommunen Pargas i den ekonomiska regionen  Åboland i landskapet Egentliga Finland, i den sydvästra delen av landet. Ön ligger i Korpo omkring 43 kilometer sydväst om Åbo och omkring 180 kilometer väster om Helsingfors.
Öns area är 5,08 kvadratkilometer och dess största längd är 4 kilometer i öst-västlig riktning. Ön höjer sig omkring 45 meter över havsytan. I omgivningarna runt Vattkast växer i huvudsak barrskog.
Ön har broförbindelse till Kyrklandet. Den omsluter Vattkastviken så att denna nästan bildar en insjö.

## Sammansmälta delöar
- Vattkast 60°11′43″N 21°37′19″Ö / 60.19535°N 21.62205°Ö
- Dragsholm 60°11′51″N 21°39′35″Ö / 60.19741°N 21.65974°Ö
- Sindesholm 60°11′01″N 21°38′07″Ö / 60.18361°N 21.63526°Ö
- Lilla Vattkast 60°11′27″N 21°36′47″Ö / 60.19079°N 21.61314°Ö
- Ramsholm 60°12′06″N 21°36′19″Ö / 60.20167°N 21.60528°Ö